# Monio Viegas I de Ribadouro
Monio Viegas (por vezes grafado Munio), cognominado o Gasco (c. 950? - 1022, Vila Boa do Bispo) foi um nobre portugalense dos séculos X e XI. Este Gascão terá sido dos primeiros, com o auxílio dos seus irmãos, a dar início à restauração de Portugal contra os Mouros, sendo considerado o "herói da reconquista do Ribadouro ocidental".

## A origem da sua família
Notícias antigas relatam que em 999, num ano de mudança no reino de Leão, uma vez em que se dá a morte de Bermudo II e a ascensão do conde Mendo Gonçalves de Portucale à regência do pequeno Afonso V, teriam ocorrido na foz do Douro um desembarque de Cristãos, comandados por Monio Viegas, o suposto fundador da estirpe ribaduriense (ou gascã) que seria oriundo da Gasconha. Esta informação pode ser crível, mas na doação que o filho de Monio, Garcia, faz em 1068 ao rei da Galiza, se refira a bens que herdara dos avós. Desta forma, os supostos pais do “fundador da Gasconha” já tinham domínio no Ribadouro, e assim Monio não conquistou tal domínio, mas herdou-o. Não podia advir da Gasconha, pois era natural de Portugal, provavelmente de um lugar português chamado Gasconha (ou Casconha, no atual concelho de Paredes).

## Biografia
Na realidade, o seu patronímico, Viegas já aponta para uma paternidade portuguesa, já que seria filho de D. Egas (provavelmente Moniz, dada a frequência do nome na família) e de D. Dordia, podendo haver a hipótese (da qual existem poucas certezas) de ser inclusive neto de Monio Guterres e Elvira Arias, e assim sobrinho de  Gonçalo Moniz, Conde de Coimbra.
Sabe-se que possuiu bens nos atuais concelhos de Marco de Canaveses, Baião, Cinfães, Castelo de Paiva, Penafiel e Arouca, onde se sabe que, pelo menos em algumas, dispunha de autoridade como vigário do Rei de Leão.

### A fundação de mosteiros
Pouco antes de 1008 terá doado a seu filho Garcia a vila de Travanca, sem obrigação de a repartir com o seu irmão Egas, mas com a de edificar um mosteiro, que terá fundado nesse ano de 1008.
Não foi seu filho o único que fundou um mosteiro, pois, talvez depois de 1010, terá fundado, juntamente com seu irmão, o futuro bispo do Porto D. Sisnando, o Mosteiro de Vila Boa do Bispo. Perto do mosteiro teria inclusive derrotado uma hoste muçulmana, mediante promessa. 
O território onde pousava o Mosteiro apresentava condições favoráveis à vida monástica, uma vez que era acidentado e por isso pouco frequentado por peregrinos e outros viajantes. Fora recentemente arroteado e repovoado por uma população que se acabaria por enraizar fortemente àquela terra. Nos séculos seguintes, o Mosteiro e o próprio lugar estaria ligado a vários descendentes de Monio, com propriedades em Vila Boa do Bispo ou no território da atual freguesia. Existe também notícia de vários membros da família que doaram bens a este mosteiro.

### Morte e posteridade
Desconhece-se como terá morrido, e nada descarta ter mesmo falecido em batalha. A data mais provável da sua morte será 1022, pois, sendo sepultado no mosteiro que fundou, descobriu-se mais tarde existia nesse lugar um túmulo com uma inscrição que o identificava e apontava aquele ano como a data da sua morte.

## Casamento e descendência
Não se conhece o nome da sua esposa, mas os linhagistas apontam-lhe Velida Trutesendes, algo que seria fisicamente impossível, uma vez que esta só está atestada a partir do final do séc. XI. Monio teria tido a seguinte descendência:
- Egas Moniz de Ribadouro[6], senhor de Ribadouro e casado com Toda Ermiges, filha de Ermígio Aboazar e de Vivili Turtezendes.
- Garcia Moniz de Ribadouro[6], fundador do Mosteiro de Travanca.
- Gomes Moniz de Ribadouro[6]
- Godo Moniz de Ribadouro[6]
- Fromarico Moniz de Ribadouro[6]